# Louise Taglioni

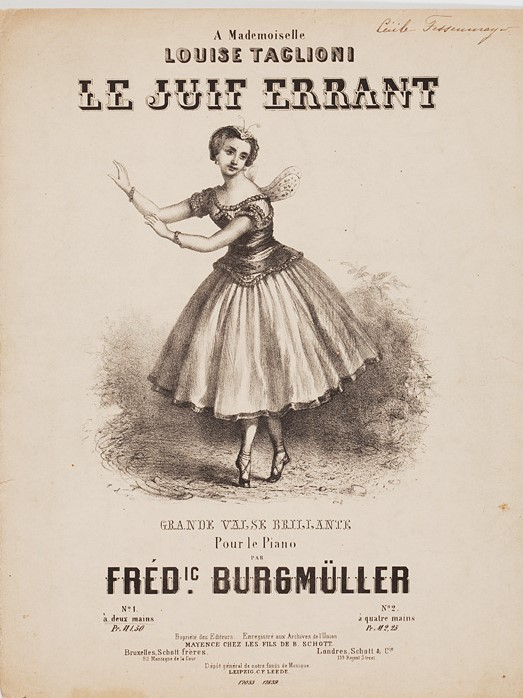
Titelblatt von Fred Burgmüllers Walzer für Louise Taglioni. In der Sammlung des Jüdischen Museums der Schweiz.

Louise Taglioni, geborene Luigia Taglioni, verh. Taglioni-Fuchs (auch: Luisa oder Luise T.; * 11. März 1823 in Neapel; † April 1893 in Cutrofiano bei Salento), war eine italienische Ballerina und Ballettlehrerin aus der bekannten Taglioni-Familie.

## Leben
Ihre Eltern waren der Tänzer und Choreograf Salvatore Taglioni und die französische Tänzerin Adélaïde Perraud (oder Perrault; 1788–1858); ihr älterer Bruder Ferdinando (1810–ca. 1874) war Kapellmeister und Komponist. Louise war eine Nichte von Filippo Taglioni und eine Cousine von Marie und Paul Taglioni.
Louise wurde in Neapel geboren, wo sie ihre Ausbildung durch ihre Eltern (und wahrscheinlich durch Louis Henry) erhielt und spätestens ab 1839 in den Balletten ihres Vaters tanzte (u. a. in Nadan, o L’orgoglio punito, 1839).
Ab 1846 war sie am Her Majesty’s Theatre in London und trat in Werken von Jules Perrot auf, unter anderem in Catarina, wo sie für die „Poesie ihrer Bewegungen“ bewundert wurde. 1847/48 war sie in Wien an der Hofoper.
Von 1848 bis 1857 war sie dann an der Pariser Oper engagiert. Der Schriftsteller und Balletomane Théophile Gautier lobte ihre „bescheidene Grazie, die an die illustre Schule erinnert, wo sie ausgebildet wurde“. 1852 hatte sie einen großen Erfolg in Arthur Saint-Léons Ballett-Divertissement zu der Grand opéra Le Juif errant von Fromental Halévy, wo sie eine „Sensation“ gewesen sein soll. Daraus gibt es auch ein Rollenporträt von Louise Taglioni, und der Komponist Burgmüller widmete ihr einen Walzer.
1855 machte sie eine Tournee nach New York und tanzte dort im National Theatre.
In der Karnevalssaison 1858–1859 war sie am Teatro della Pergola in Florenz und tanzte die Titelrolle in Antonio Cortesis Ballett Fior di Maria, neben Luigi Manzotti.
Sie heiratete um 1850 den Tänzer Alexandre Fuchs (1817–1882) und leitete nach ihrem Rückzug von der Bühne eine Ballettschule in Neapel.
1893 starb sie mit 70 Jahren in Cutrofiano bei Salento.

## Louise Taglioni (1779–1849)
Louise hatte eine gleichnamige Tante Luigia oder Louise Taglioni (* 1779 in Ravenna; † 1849 in Neapel), die eine Schwester ihres Vaters Salvatore und ebenfalls eine professionelle Tänzerin war. Diese wirkte nach einem Debüt in Venedig (1796) in verschiedenen Theatern Italiens, in Madrid (1798–1799) und an der Pariser Oper (1799–1807). Die ältere Louise Taglioni war ab 1818 mit einem Grafen Laurent-Aimé Dubourg (um 1781–ca. 1836) verheiratet und beendete ihr Leben in Neapel.